# همیونو
همیونو (به انگلیسی: Hemiunu) از شاهزادگان مصر باستان و وزیر ارشد دربار خوفو بود. باور بر این است که او معمار هرم بزرگ جیزه بوده است.
همیونو فرزند شاهزاده نفرماآت و ایتت بود و نوه سنفرو از پادشاهی کهن بود. او پس از مرگ عمویش کانه‌فر و پدرش نفرماآت، به وزیر ارشدی دربار خوفو رسید.

## آرامگاه

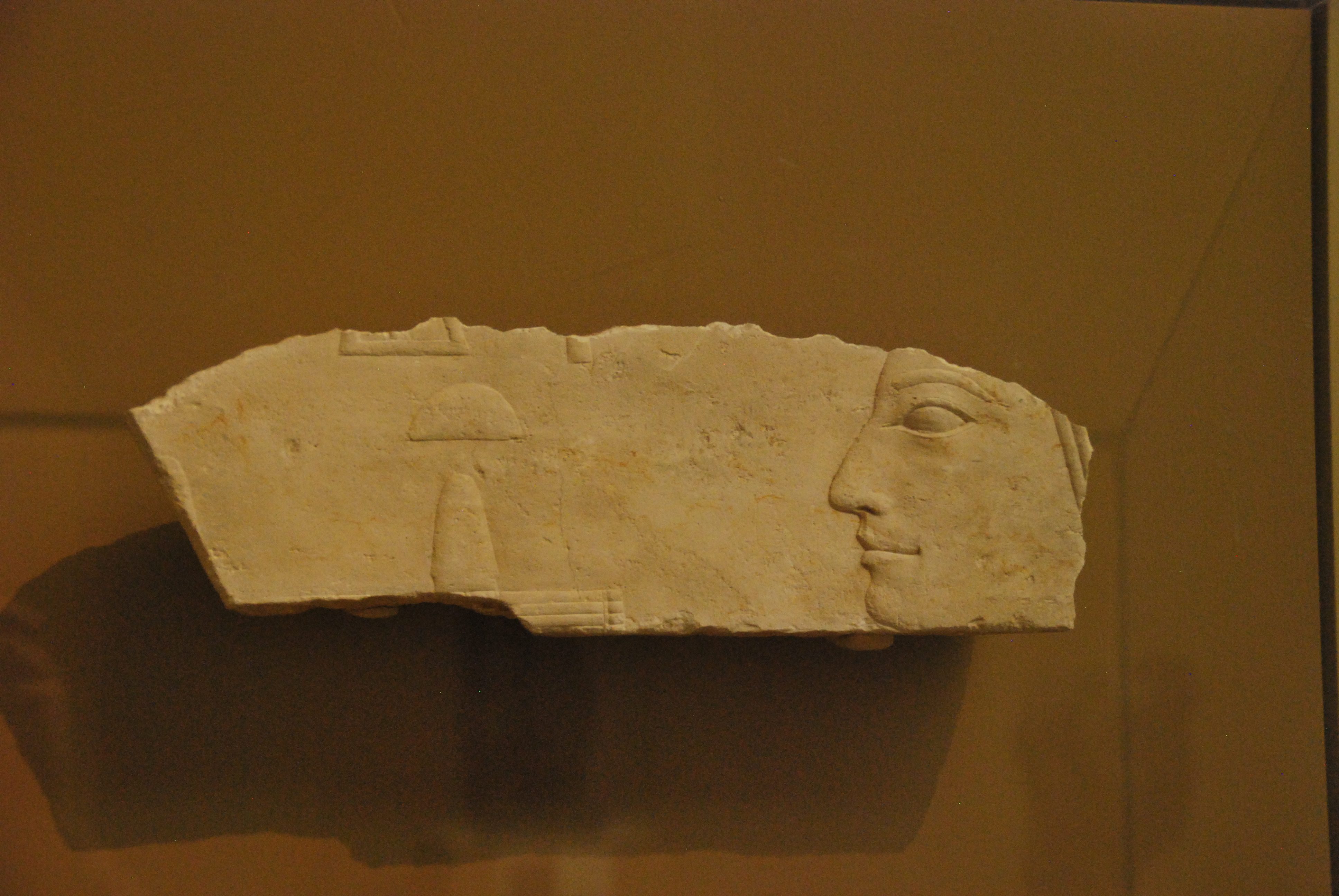
سنگ نگاره همیونو

آرامگاه همیونو نزدیک به هرم خوفو است و تصاویر نقش‌برجستهای از او را در خود دارد. بعضی سنگ‌های مصطبه او با تاریخ‌هایی مربوط به دوران فرمانروایی شاه خوفو نشان خورده‌اند. امروزه تندیسی از او در موزه رومر و پلیزئوس در آلمان نگهداری می‌شود.
این تندیس که در شرایط فیزیکی بسیار عالی قرار دارد به خاطر واقع‌گرایی بی‌نظریش مورد توجه قرار گرفته. همیونو در آن تنها اندکی آراسته است و به روشنی تن‌پوش و وضعیت ظاهری همیشگیش را به تصویر می‌کشد. بدن او نیز به صراحت چاق به نمایش گذاشته شده و تجمع چربی در مناطق سینه‌ای دیده می‌شود. چنین واقع‌گرایی با آنچه که در به تصویر کشیدن مردان درباری در دوره‌های بعدی تاریخ مصر به کار گرفته می‌شده، در تضاد است.